# Kloster Ensdorf

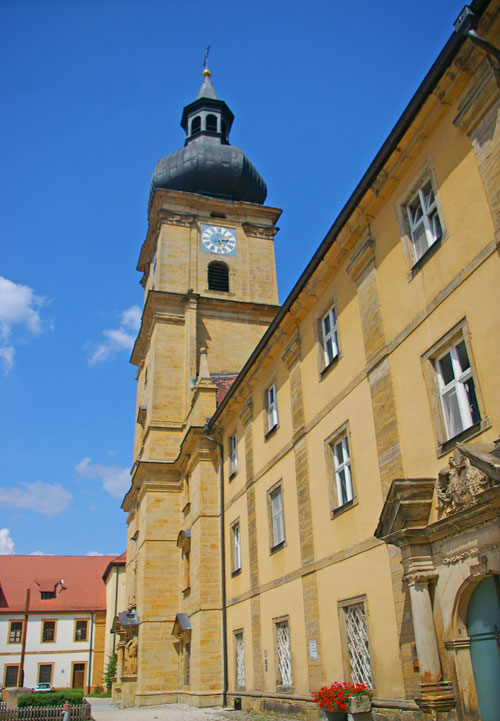
Pfarrkirche St. Jakob (ehem. Klosterkirche)

Das Kloster Ensdorf  ist eine ehemalige Benediktinerabtei in Ensdorf in Bayern in der Diözese Regensburg, heute eine Niederlassung der Salesianer Don Boscos mit einem Jugendbildungshaus, einer Umweltstation und einer Umwelt-Musik-Werkstatt.

## Geschichte

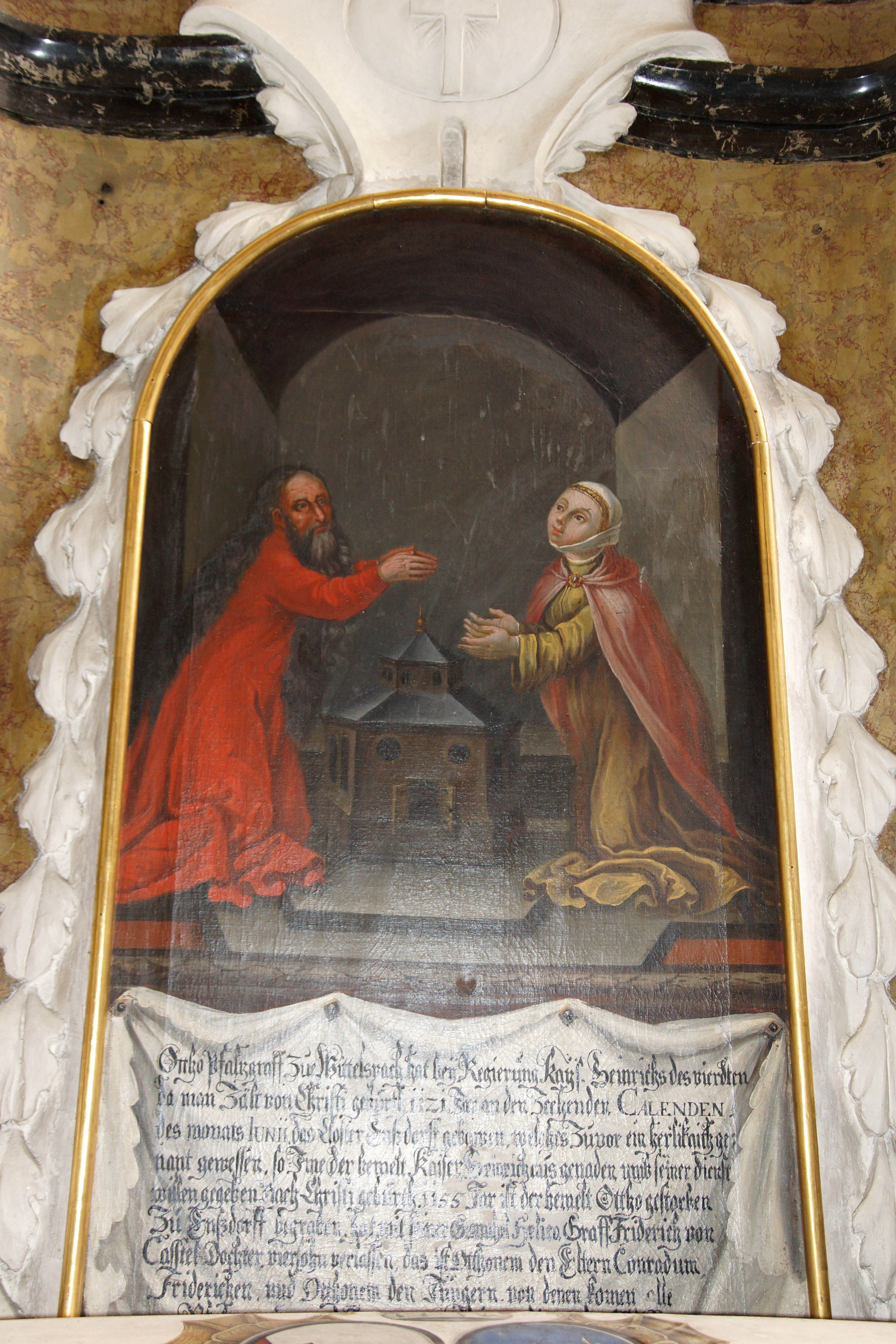
Stifter des Klosters Ensdorf in der Kirche St. Jakobus (Ensdorf)

### Benediktinerkloster von 1121 bis 1556

#### Gründung des Klosters
Das St. Jakobus dem Älteren geweihte Kloster der Benediktiner wurde 1121 durch Pfalzgraf Otto V. von Scheyern und Bischof Otto von Bamberg gegründet. Der Pfalzgraf erfüllte damit den Wunsch seines Schwiegervaters Friedrich III. von Pettendorf-Lengenfeld-Hopfenohe († 1119) nach einer Begräbnisstätte für die Familie. Der Graf, seine Frau Heilika, seine Tochter Heilika, ihr Mann Pfalzgraf Otto und ihr Sohn Pfalzgraf Friedrich II. von Wittelsbach, der in höherem Alter 1179 als Laienbruder in das Kloster Indersdorf eingetreten war, wurden schließlich auch im Kloster bestattet. Außerdem wurden dort die Schwester Heilikas, Heilwig von Lengenfeld, und ihr Mann Gebhard von Leuchtenberg begraben.
Die Klosterneugründung wurde durch Bischof Otto reichlich mit bambergischen Gütern ausgestattet (u. a.  Eschenbach, Geiganz, Pommer, Gmünd, Letten, Troschenreuth), durch Otto V. erhielt es Weilenbach, Berngotzesreut sowie Weinberge zu Kalbing und Uschelberg. Ein Teil der bambergischen Güter scheinen aus dem Erbe von Friedrich III. von Pettendorf-Lengfeld-Hopfenohe gekommen zu sein, die dieser als Bamberger Lehen innehatte. Heilika von Lengenfeld unterstützte das Kloster durch den Bau einer Wasserleitung aus Blei und die Schenkung von Kirchengeräten. 1314 erhielt das Kloster durch den späteren Kaiser Ludwig den Bayern die Niedere Gerichtsbarkeit.

#### Besiedlung des Klosters
Die ersten Benediktinermönche kamen von Sankt Blasien im Schwarzwald, einem von der Abtei Cluny beeinflussten Reformkloster.

#### Kirchenbau
Am 25. Juli 1123 konnte durch Bischof Otto die erste, noch aus Holz erbaute Kirche eingeweiht werden, der unter dem von 1170 bis 1202 regierenden Abt Boto 1179/80 und Pfalzgraf Friedrich II. von Wittelsbach eine zweite, steinerne, im romanischen Hirsauer Bautyp folgte. Es handelte sich um eine kreuzförmige, flachgedeckte Basilika mit drei Schiffen und einem Drei-Apsiden-Abschluss, einer Vierungskuppel, zwei Doppeltürmen und einer zweigeschossigen Vorhalle (Paradies) im Westen. Diese Kirche wurde von Erzbischof Konrad von Salzburg, einem anderen Bruder des Friedrich, und von Bischof Konrad von Regensburg eingeweiht. Von dieser zweiten Kirche sind nur noch der Taufstein und ein Säulenkapitell erhalten.

#### Doppelkloster
Seit 1166 ist Ensdorf als Doppelkloster bezeugt. Das Frauenkloster war an der Nordseite der Kirche errichtet worden. Der Frauenkonvent wurde nach dem Tod des Pfalzgrafen durch dessen Frau Heilika gegründet, allerdings bereits 1314 angesichts großer Not wieder aufgelöst.

#### Kastler Reform
Insgesamt erlebte die Abtei im 14. Jahrhundert neben dem wirtschaftlichen einen Niedergang der Klosterdisziplin sowie einen Parteienstreit innerhalb des Konvents. Erst als von 1413 bis 1441 unter den Äbten Konrad II. († 1424) und Ludwig († 1441) die Kastler Reform gegen alle Widerstände durchgesetzt werden konnte, kam es zu einer neuen Blüte.

#### Gotisierung und Blütezeit
Unter Abt Ulrich († 1369) hatte die Kirche ein gotisches Gewölbe bekommen, von dem noch Stücke der Rippen erhalten sind. Der Kreuzgang wurde schließlich unter Abt Hermann Hollenfelder († 1468) und Abt Hauser († 1503) gotisiert. Von diesen beiden Äbten existieren auch noch die Grabsteine. Hollenfelder war 1452 das Recht verliehen worden, die Pontifikalien Mitra, Ring und Stab zu tragen. Mit 34 Mönchen bestand unter seiner Regentschaft der größte Konvent in der Geschichte des Klosters.

#### Klosterbrand und Niedergang
1507 kam es zum ersten großen Brandunglück, von dem sich das Kloster trotz Wiederaufbaus unter Abt Friedrich Prentel nicht mehr erholte. Nachdem 1524 unter Abt Gregor Sintersperger nur noch sechs Mönche in Ensdorf lebten und dieser zudem 1525 aufgrund von Nachlässigkeiten im Amt abdanken musste, war das Kloster geistlichen Administratoren unterstellt. 1549 war der letzte Konventuale gestorben, so dass es schließlich im Rahmen der Einführung der kurpfälzischen reformierten Kirchenordnung durch Kurfürst Ottheinrich 1554 unter die weltliche Verwaltung des Kurfürsten der Pfalz gestellt und 1556 ganz aufgehoben wurde.
1571 wurde durch Pfalzgraf Ludwig VI. die Sammlung der Gebeine seiner Vorfahren (diese waren teils in dem Kapitelsaal, teils in der Peterskapelle begraben) veranlasst und gemeinsam in der Klosterkirche bestattet. Beim Abbruch der alten Kirche wurden die zwei bleiernen Särge 1695 unter dem Chor-Altar gefunden, die in dem unter Abt Bonaventura 1715 erbauten Mausoleum links des Hochaltares 1721 unter Abt Anselm Meiller wieder bestattet wurden.

### Benediktinerkloster von 1669 bis 1802

#### Wiedergründung und Erhebung zur Abtei
Als 1669 Kurfürst Ferdinand Maria im Zuge der Rekatholisierung der Oberpfalz die ehemaligen Klöster der Oberpfalz wiederherstellte, wurde Ensdorf am 23. Juli 1669 zunächst als Priorat des Klosters Prüfening wiedergegründet. 1695 wurde es wieder zur eigenständigen Abtei erhoben. Erster Abt nach der Wiederbesiedelung wurde der ehemalige Tegernseer Abt Bonaventura Oberhuber. Er regierte in Ensdorf bis 1716.

#### Neubau der Kirche
Ab 1694 kam es zum Neubau der jetzigen Kirche, die aber erst am 8. Oktober 1717 eingeweiht werden konnte. Vor allem der Spanische Erbfolgekrieg (1701–1714) ließ die Bauarbeiten ins Stocken geraten. Aber auch, dass Abt Oberhuber seit 1699 auch Abt des Klosters Reichenbach wurde und Ensdorf von dort aus administrierte, sowie der Tod des vermuteten ersten Baumeisters Wolfgang Dientzenhofer († 1706) dürften den Bau verlangsamt haben. Erst unter dem aus Amberg stammenden Administrator Anselm Meiller gingen die Arbeiten wieder zügig voran.
Für die Gemälde des Hochaltars wurde Johann Gebhard von Prüfening engagiert. Für die Deckengemälde wurde Cosmas Damian Asam ausgewählt, der hier sein erstes großes Werk vollendete. Das Hauptfresko ist mit 1714 signiert. Auch der Vater Hans Georg Asam war als Maler vorgesehen, starb jedoch 1711 im nahegelegenen Sulzbach. Die Stuckarbeiten übernahmen die Brüder Thomas, Matthias und Bernhard Ehamb sowie Philipp Jakob Schmuzer. 1715 wurde auch das schlichte Stiftergrabmal fertiggestellt. 1720 erwarb Meiller schließlich eine Madonna mit Kind (um 1500).

#### Abt Meiller und die Prunksakristei
1716 wurde Anselm Meiller schließlich selbst Abt und hatte dieses Amt bis 1761 inne. 1743 wurde für Meiller wohl durch Kaiser Karl VII., Kurfürst von Bayern, eine geschnitzte Prunksakristei mit Reichsadler ausgeführt. Aus eigenem Vermögen war dies angesichts der Kriegslasten des Klosters im Österreichischen Erbfolgekrieg (1740–1748) nicht finanzierbar gewesen.

#### Abt Desing und die Klosterbibliothek
Auf Meiller folgte der Universalgelehrte Anselm Desing als Abt, der das Kloster bis 1772 leitete. Die Zeit zwischen 1716 und 1772 gilt als wissenschaftliche Blütezeit der Klostergemeinschaft. In seiner Zeit wurde die Klosterbibliothek stark erweitert.

### Säkularisation 1802
Nach dem Tod von Abt Diepold Ziegler am 21. November 1801 untersagte die Regierung die Abtwahl. Das Kloster wurde am 25. Januar 1802 im Zuge der Säkularisation aufgelöst. Die klösterliche Gemeinschaft umfasste zu diesem Zeitpunkt siebzehn Patres und einen Laienbruder und war intakt. Die Immobilien und Gründe gingen in Staatsbesitz über, darunter der Klosterwald und das Hammerwerk Leidersdorf. Die Abteikirche wurde zur Pfarrkirche. Die 7000 bis 8000 Bände starke Bibliothek ging zum großen Teil an die neu gegründete Provinzialbibliothek Amberg, wo sie weiterhin von Joseph Moritz betreut wurde.
Das bischöfliche Ordinariat Regensburg erwarb große Teile der Anlage und richtete das Priesterhaus Xaverianum ein.

### Äbte von Ensdorf
Die bekanntesten Äbte von Ensdorf waren:
- Anselm Meiller (1678–1761; Abt, Historiograph): sein Hauptwerk ist die Vita des heiligen Otto von Bamberg, die gleichzeitig eine Geschichte des Klosters Ensdorf ist. Sie ist dem maurinischen Wissenschaftsideal verpflichtet.
- Anselm Desing (1699–1772; Abt, Polyhistor, Autor): Seine Werke umfassten die Geschichte, die Pädagogik, das Kirchenrecht und die Rechtsphilosophie. Außerdem beschäftigte er sich mit der Astronomie, der Mathematik, der Physik und der Technik. Er sammelte mathematische und physikalische Instrumente und fertigte sie zum Teil selbst an.
- Diepold Ziegler (1728–1801; letzter Abt, Pädagoge): Der vormalige Professor für Philosophie, biblische Sprachen und Exegese errichtete 1778 ein sogenanntes Pädagogikum[2], eine "Erziehungsschule für tüchtige Schulmeister".

Für weitere Äbte siehe: Liste der Äbte von Ensdorf

#### Weitere bekannte Ensdorfer Benediktiner
- Odilo Schreger (1697–1774; Autor)
- Joseph Moritz (1769–1834; Bibliothekar und Archivar): Er löste mehrfach als Sieger Preisaufgaben der Bayerischen Akademie der Wissenschaften sowie der Akademie der Bayerischen Benediktinerkongregation.

### Niederlassung der Salesianer Don Boscos 1920 bis heute
1920 übernahm die Kongregation der Salesianer Don Boscos die Anlage und errichtete darin ihr Noviziat. 1940 hat erneut ein Brand die Klosteranlage in Mitleidenschaft gezogen. Erst 1962/63 sind mit einer Innenrestaurierung die Brandschäden ganz behoben worden.
Von 1959 bis 1996 gab es im Kloster die Unterstufe eines humanistischen Gymnasiums mit Internat. Organisatorisch war es dem Marianum Buxheim zugeordnet und wurde lange Jahre von P. Andreas Dietz geleitet. Das Gymnasium unterhielt vor allem in den 1980er-Jahren einen Knabenchor und ein Blasorchester unter der Leitung von P. Schachner. Bis heute spielt die musikalische Ausbildung von Kindern und Jugendlichen eine wichtige Rolle.
Das Kloster beheimatet ein Jugendbildungshaus („Haus der Begegnung“), eine Umweltstation und eine Umwelt-Musik-Werkstatt. Der Schwerpunkt der Arbeit liegt auf Orientierungstagen, Schullandheimaufenthalten und Schöpfungsbildung.
Auf dem Klostergelände angesiedelt, aber der Don Bosco Medien GmbH zugehörig, gibt es außerdem noch die Druckerei. Der ehemalige Klostergutshof gehört nicht mehr zum Kloster, die Gärtnerei war zwischenzeitlich verpachtet und ist im Moment aufgelassen. Derzeit leben im Kloster ca. 20 Ordensangehörige.
Ein Salesianer Don Boscos ist zurzeit Pfarrer von Ensdorf. Er und die umliegenden Pfarreien werden von den Patres in der Pfarrseelsorge unterstützt.

#### Bekannte Salesianer mit Bezug zum Kloster Ensdorf
- Andreas Dietz (1919–2010), Novize, Direktor
- Josef Grünner (* 1949), ehemaliger Schüler
- Theodor Hartz (1887–1942), Mitbruder
- Johannes Lechermann (1879–1948), Direktor
- Michael Spitz (1937–2008), Novize, Mitbruder
- Hans Zitzelsberger (1906–2006), Novize, Mitbruder, Lehrer

## Jakobsweg
Das Kloster Ensdorf ist eine seit dem Mittelalter bekannte Pilgerstation auf dem Jakobsweg durch die Oberpfalz nach Santiago de Compostela. Vom heutigen Grenzübergang Tillyschanz bei Eslarn an der tschechischen Grenze über Schwandorf kommend, führt der Weg über Nürnberg und Ansbach nach Rothenburg ob der Tauber. Dort mündet der Weg in den Fränkischen Weg, der von Fulda über den Kreuzberg nach Würzburg und von dort über Ochsenfurt und Uffenheim nach Rothenburg geht. Der Fränkische Albverein pflegt die Beschilderung zu dem fast 200 km langen Wanderweg von Ensdorf nach Rothenburg ob der Tauber.

## Totenrotelsammlung des Klosters Ensdorf
Die Totenrotelsammlung des Klosters Ensdorf (1716–1789) mit 1497 Totenroteln auf sieben Foliobänden wird seit der Säkularisation in der Provinzialbibliothek Amberg aufbewahrt.

## Orgeln

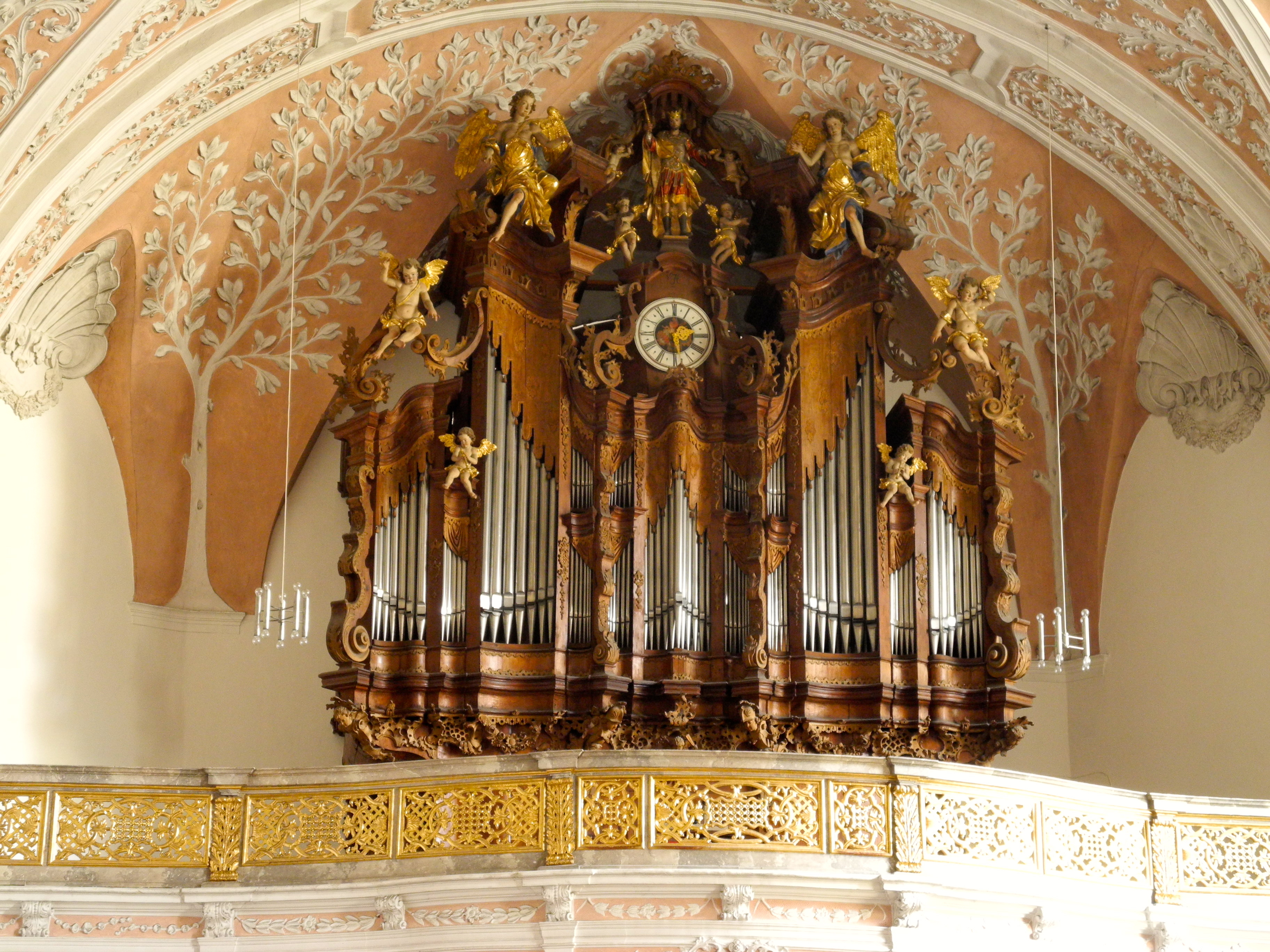
Orgelprospekt der Klosterkirche

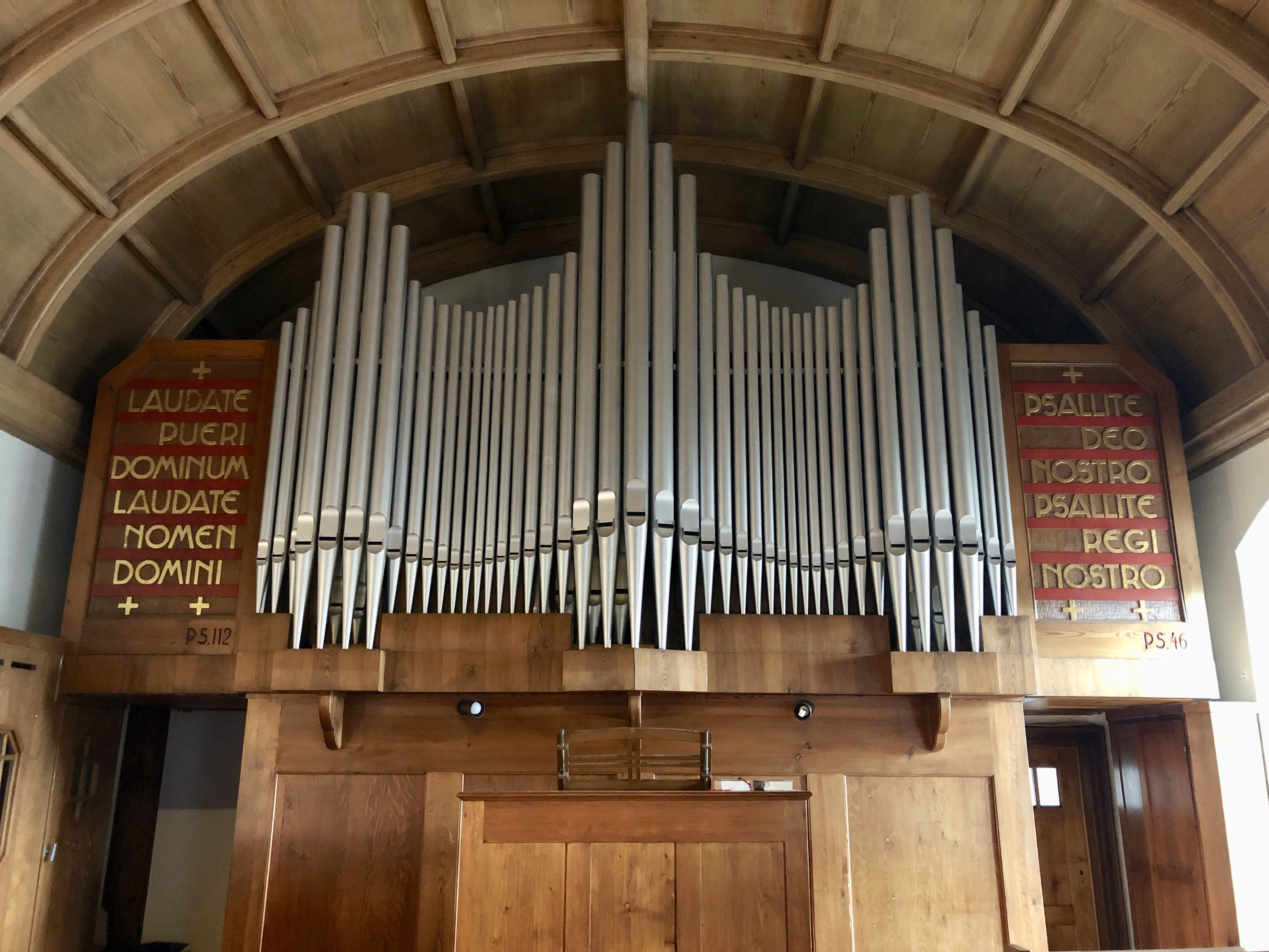
Reiser-Orgel der Hauskapelle

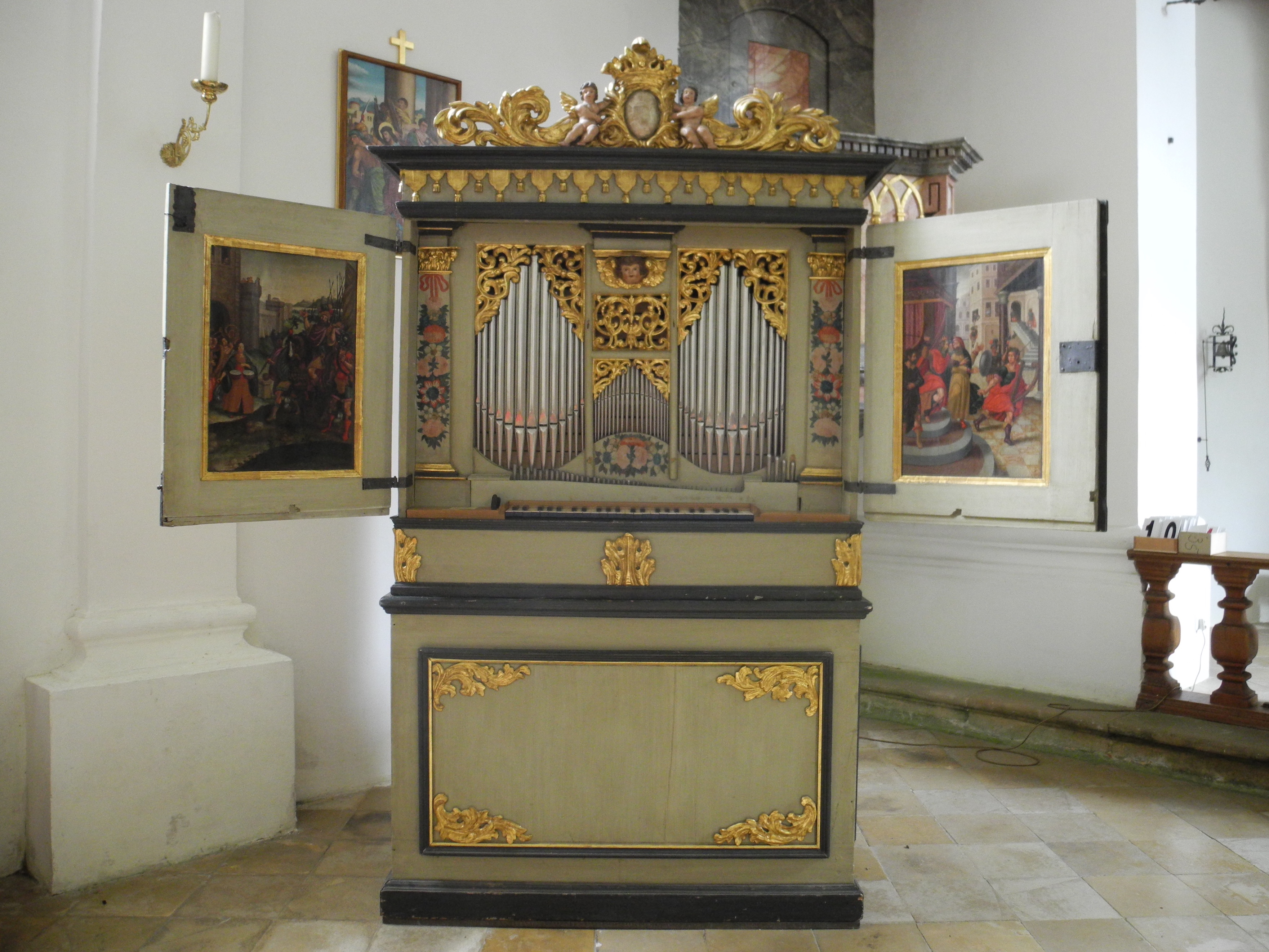
Manderscheidt-Positiv

### Klosterkirche St. Jakobus
Die Orgelbauer Johann Sebastian und Georg Carl Wild aus Kirchenrohrbach bauten 1739 ein Orgelwerk, das aber bereits 1782 durch eine Orgel von Andreas Weiss aus Nabburg (24/II/P) ersetzt wurde. Weiss übernahm Schmuckwerk von der alten Orgel in sein prachtvolles Gehäuse, das seine typische Handschrift trägt. 1913 wurde ein neues pneumatisches Orgelwerk von Binder & Siemann angeschafft. Rainer Kilbert / Hönighausen ergänzte 2009 bei einer Generalsanierung im Pedal eine Posaune 16'.  Bei dieser Sanierung wurde im Gehäuse die Signatur „Andreas Weiss 1782“ entdeckt.
| I. Manual C–f3 |           |       |
| 1.             | Bourdon   | 16′   |
| 2.             | Principal | 8′    |
| 3.             | Gamba     | 8′    |
| 4.             | Gedeckt   | 8′    |
| 5.             | Dolce     | 8′    |
| 6.             | Oktav     | 4′    |
| 7.             | Flöte     | 4′    |
| 8.             | Oktav     | 2′    |
| 9.             | Mixtur IV | 2 ⁄3′ |

| II. Manual (Schwellwerk) C–f3 |                  |    |  |
| 10.                           | Geigenprinzipal  | 8′ |  |
| 11.                           | Salicional       | 8′ |  |
| 12.                           | Vox coelestis    | 8′ |  |
| 13.                           | Lieblich Gedeckt | 8′ |  |
| 14.                           | Traversflöte     | 4′ |  |
| 15.                           | Fugara           | 4′ |  |

| Pedal C–d1 |             |     |  |
| 16.        | Subbass     | 16′ |  |
| 17.        | Bourdonbass | 16′ |  |
| 18.        | Oktavbass   | 8′  |  |
| 19.        | Cello       | 8′  |  |
| 20.        | Posaune     | 16′ |  |

### Hauskapelle des Klosters
Orgel von Albert Reiser (1951, 18/II/P) mit elektropneumatischen Trakturen, im Jahr 2020 generalüberholt durch Orgelbau Rainer Kilbert, dabei Umbau der Windanlage.

### Eggenbergkirche
Positiv von Manderscheidt aus dem Jahr 1648 (5/I), es ist die zweitälteste Orgel der Oberpfalz.